# Ángel Bascarán y Federic
Ángel de Bascarán y Federic (Madrid, 3 de diciembre de 1845 – Oceano Atlántico, 15 de abril de 1912) fue un militar y gobernador español.

## Orígenes familiares
Era hijo del brigadier Julián Lorenzo de Bascarán y Lascurain (bau. Marquina-Jeméin, 6 de septiembre de 1791) y de su esposa Esperanza de Federic y Miguel o Elena de Federic y Gayoso de los Cobos (bau. Madrid, 3 de abril de 1905 - Madrid, 1882) y hermano de José Bascarán y Federic. Su madre fue hija de Amadeo de Federic y Álvarez de Toledo (15 de febrero de 1755 - 7 de marzo de 1838) y de su esposa Ana Gayoso de los Cobos (1760) y nieta paterna de Carlo de Federic y de su esposa María Antonia Álvarez de Toledo y Fernández de Córdoba (1743), hija de Antonio Álvarez de Toledo y Pérez de Guzmán el Bueno y de su primera esposa Teresa Francisca Fernández de Córdoba y Spinola.

## Biografía
Fue gobernador civil de diversas provincias españolas y comandante domiciliado en Madrid en 1882, falleció en el hundimiento del RMS Titanic.

## Matrimonio y descendencia
Se casó con Ifigenia Ruiz de Grijalba y López (1855), hija del I marqués de Grijalba, de quien tuvo a: 
- María Jacinta del Corazón de Jesús Isabel Esperanza Teresa Ramona de Bascarán y Ruiz de Grijalba (Biarritz, 8 de julio de 1882-?)
- Fernando María Jacinto de Bascarán y Ruiz de Grijalba (Biarritz, 11 de septiembre de 1886-?), casado en San Sebastián el 5 de octubre de 1913 con Marie Alhama y Elio, de quien tuvo a: 
  - María del Carmen de Bascarán y Alhama (Madrid, 19 de julio de 1914-Bayona, 18 de julio de 1994), casada en la iglesia de Bidart el 19 de septiembre de 1942 con Armand Marie Magescas Vengoechea (Pau, 6 de junio de 1905-Peyrehorade, 10 de noviembre de 1991), teniente en el 18.º Regimento de Infantería aquando de su primer matrimonio, de quien tuvo el IV marqués y la V marquesa de Grijalba.